# خصوصی‌سازی در دادگستری کیفری
خصوصی‌سازی در دادگستری کیفری به انتقال به مالکیت و کنترل خصوصی خدمات دادگستری کیفری لازم الاجرا است.
این لفظ اغلب برای اشاره به پیمانکاری خدماتی ست که امروزه به وفور در بسیاری از کشورها رخ می‌دهد؛ مثلاً، به شکل خدمات مختلف زندان که به تدریج از سوی عرضه کننده‌های خصوصی اتفاق می‌افتد. گرچه در شدید ترین وجه آن؛ خصوصی سازی مستلزم کنترل بخش خصوصی بر تمامی تصمیمات در خصوص استفاده از منابع تخصیص یافته به حفاظت از اشخاص و مالکیت است.
بسیاری از خدمات دادگستری کیفری به این دلیل خصوصی می‌شوند که دولت ابزار انجام آنها را ندارد.